# USS Fresno (CL-121)
USS Fresno (CL-121) byl lehký křižník United States Navy třídy Atlanta. Loď patřila do třetí skupiny plavidel třídy Atlanta, které byly dokončeny až po skončení války. Kromě snížení počtu dělových věží s kanóny ráže 127 mm o dva kusy u nich byly také odstraněny všechny torpédomety a byla upravena výzbroj menších ráží. Křižník byl v roce 1949 vyřazen ze služby, v roce 1965 byl demontován a v roce 1966 sešrotován.